# Lockheed XP-58 Chain Lightning
Il Lockheed XP-58 Chain Lightning fu un aereo da caccia pesante a lungo raggio biposto, bimotore ad ala media sviluppato dall'azienda aeronautica statunitense Lockheed Aircraft Company e rimasto allo stadio di prototipo.
Evoluzione del precedente Lockheed P-38 Lightning, equipaggiato con supermotori sperimentali ad X, benché in grado di esprimere prestazioni eccellenti furono afflitti da continui problemi tecnici che alla fine determinarono la cancellazione del progetto.

## Storia del progetto
Il Lockheed XP-58 era un progetto della Lockheed Aircraft Company per un aereo da caccia pesantemente armato a lungo raggio. Furono selezionati due progetti entrambi motorizzati con due Continental IV-1430 che si differenziavano però per l'armamento installato a bordo e dal numero di posti disponibili. Un progetto era monoposto armato con un cannoncino automatico calibro 20 mm e quattro mitragliatrici calibro 12,7 mm mentre l'altro era biposto armato con due mitragliatrici da 12,7 mm. Nel luglio del 1940 la Lockheed selezionò la versione a due posti ma decise di cambiare i motori e installare due Pratt & Whitney XH-2600. Il motore P&W XH-2600 era a quel tempo in fase di sviluppo in quanto introduceva una nuova logica di posizionamento dei cilindri (24), disposti su due bancate da 12 ciascuno, dotato di turbo-compressore e in grado di sviluppare dai 1 800 ai 2 000 hp. Tuttavia dati i scarsi risultati del motore e la fine del loro sviluppo, la Lockheed dovette cambiare nuovamente motorizzazione e decise di montare due Wright R-2160. Venne inoltre modificata la disposizione delle torrette che vennero posizionate una sotto e una sopra la fusoliera. Il peso stimato dell'aereo nel 1941 era di 15 527 kg.
Nel marzo del 1942 la USAAF chiese alla Lockheed di sviluppare una versione dell'XP-28 che potesse trasportare un maggior quantitativo di carburante ed aumentare l'autonomia fino a 4 800 km. Lo Stato Maggiore era molto dubbioso sul ruolo e sull'armamento del velivolo e nel settembre del 1942 decise di ordinare un secondo XP-58 e di convertire il ruolo dell'aeromobile da aereo da caccia ad aereo da attacco a bassa quota modificando nuovamente l'armamento in un cannone da 75 mm automatico. In quegli anni però era già in sviluppo altri aerei concepiti per l'attacco a bassa quota: il Douglas A-26 e il Beechcraft XA-38. Il secondo ordine venne cancellato e ritornò ad essere un caccia pesante, dotato di un potente cannone con proiettili esplosivi, per rompere la formazioni dei bombardieri nemici.
I cannoni da 37 mm M4 originariamente selezionati per essere montati sul muso del velivolo si rivelarono inefficienti a causa della traiettoria dei colpi troppo bassa e per correggere questo problema venne ideata una piastra idraulica rivelatasi poi troppo complessa da realizzare. Accantonato il cannone da 37 mm si decise di installare un cannone da 75 mm M5 con due mitragliatrici da 12,7 mm

### Test
Nel febbraio del 1943 fu necessario cambiare nuovamente la motorizzazione dell'XP-58 con due Allison V-3420. Con questa modifica si poté continuare la costruzione del secondo XP-58. L'XP-58 volò per la prima volta il 6 giugno 1944 ma lo sviluppo venne posto in secondo piano a causa della presenza di altri progetti più importanti. L'XP-58 è stato poi trasportato a Wright Field per le prove da parte dell'USAAF anche se sussistevano problemi ai turbo-compressori e non erano ancora stati installati buona parte dei sistemi di volo e il sistema anti-incendio. Il prototipo arrivò il 22 ottobre 1944 ma aveva continui problemi di manutenzione e furono condotti altri studi. La costruzione del secondo prototipo fu abbandonata.